# Pawaia
Le pawaia est une langue papoue parlée en Papouasie-Nouvelle-Guinée, dans les provinces des Hautes-Terres méridionales et du Golfe.

## Classification
Le pawaia fait partie des langues possiblement rattachées, selon Malcolm Ross, à la famille hypothétique des langues de Trans-Nouvelle Guinée. Il admet que cet inclusion est loin d'être établie, car reposant sur des comparaisons de vocabulaire qui pourraient être dues à des emprunts. Haspelmath, Hammarström, Forkel et Bank rejettent l'appartenance du pawaia à cet ensemble et le considèrent comme un isolat linguistique.

## Sources
- (en) Malcolm Ross, 2005, Pronouns as a preliminary diagnostic for grouping Papuan languages, dans Andrew Pawley, Robert Attenborough, Robin Hide, Jack Golson (éditeurs) Papuan pasts: cultural, linguistic and biological histories of Papuan-speaking peoples, Canberra, Pacific Linguistics. pp. 15–66.